# Jean Ancot den yngre
Jean Ancot den yngre, född 6 juli 1799 i Brygge, död 5 juni 1829 i  Boulogne, var en belgisk pianist och kompositör. Efter studier med fadern Jean Ancot den äldre studerade han på konservatoriet i Paris för Louis-Barthélémy Pradher och Henri Montan Berton. Han var verksam i London 1823–25, och sedan i  Boulogne. Trots sin ringa ålder hann han med att skriva hela 225 musikkompositioner, inklusive en pianokonsert,  pianosonater,  pianoetyder och violinkonserter. Jean Ancot den yngre var bror till Louis Ancot.